# Tswa
Tswa (Xitswa) és una llengua bantu sud-oriental del sud de Moçambic. Està emparentada amb el ronga i el tsonga, amb les que forma la família Tswa–Ronga.
El tswa és parlada majoritàriament a les àrees rurals a l'oest d'Inhambane. Es divideix en els dialectes hlengwe (Lengwe, Shilengwe, Lhengwe, Makwakwe-Khambana, Khambana-Makwakwe, Khambani), Tshwa (Dzibi-Dzonga, Dzonga-Dzibi, Dzivi, Xidziwi) Mhandla, Ndxhonge, Nhayi, Gwamb. El seu dialecte més important, el Hlengwe, s'estén cap a l'oest fins al sud de Zimbabwe; Maho (2009) considera que es tracta d'una llengua diferent. Els altres dialectes principals són Dzibi (Dzivi) i Dzonga. D'acord amb algunes estimacions, hi ha poc més d'un milió de BaTswa, però no tots poden parlar rswa. Molts moçambiquesos, inclosos els funcionaris del cens, sovint wl consideren un dialecte del Tsonga (shangaan).

## Alfabet
Tswa usa una variant de l'alfabet llatí usada prèviament pel tsonga. És basat parcialment en aquell que usaren els colons portuguesos i missioners metodistes a la regió. El primer traductor important del tswa a l'anglès va ser J. A. Persson, qui va consolidar l'alfabet específic pel tswa específicament.
| Lletra: | A | B   | C  | D | E   | G | H | I | J  | K | L | M | N | Ṅ | O   | P | R | S | Ŝ | T | U | V | W | X | Y | Z | Ẑ |
| Valor:  | a | b~β | tʃ | d | e~ɛ | ɡ | h | i | dʒ | k | l | m | n | ŋ | ɔ~o | p | r | s | ʂ | t | u | v | w | ʃ | j | z | ʐ |

La lletra 'q' s'utilitza de vegades en paraules importades del zulu, en aquest cas és pronunciada de diverses maneres, els clics de zulu no són nadius del tswa. També hi ha moltes compostes, incloent les fricatives laterals.
Com la majoria de les llengües bantus, totes les síl·labes acaben en vocal o nasals. La tonalitat és important en la pronunciació correcta, però poques vegades es transcriu.

## Conceptes bàsics de la gramàtica
El tswa és una llengua bantu i, per tant, té un sistema de classe nominal i un sistema verbal fàcilment recognoscible per als parlants bantus a tota Àfrica oriental i meridional. En general, el sistema és el mateix que en la majoria dels idiomes bantus. Els següents detalls són més específics.

### Sistema de classe nominal
En compte de gèneres hi ha vuit classes que tenen un paper similar, però més complex, on cada substantiu comença amb un prefix de classe com a continuació:
| Conjugació | Singular | Plural | Usos                                                               |
| ---------- | -------- | ------ | ------------------------------------------------------------------ |
| 1          | mu-      | ba-    | principalment noms de persones                                     |
| 2          | mu-      | mi-    | objectes impersonals                                               |
| 3          | gi-      | ma-    | objectes impersonals, particularment fruita                        |
| 4          | xi-      | ẑi-    | eines, mitjans, idiomes, diminutius, defectes, substantius verbals |
| 5          | yi-      | ti-    | particularment noms d'animals                                      |
| 6          | li-      | ti-    | qualitats mentals, estats mentals, substantius verbals             |
| 7          | wu-      | -      | substantius abstractes                                             |
| 8          | ku       | -      | infinitius                                                         |